# Sordes
Sordes is een monotypisch geslacht van uitgestorven Pterosauria dat tijdens het Laat-Jura leefde in het gebied van het huidige Kazachstan. Het fossiel van de enige soort, Sordes pilosus, toonde voor het eerst duidelijk aan dat pterosauriërs behaard waren.

## Vondst en naamgeving
Het geslacht en de soort werden in 1971 benoemd en beschreven door Aleksandr Grigorjevitsj Sjarov. De geslachtsnaam betekent 'smerigheid' of 'canaille' in het Latijn; Sjarov gebruikte dat als vertaling voor het Russische njetsjist, 'boze geest'. De soortaanduiding betekent: 'harig' en verwijst naar de voor 1971 unieke eigenschap van het fossiel dat het de lichaamsbeharing van het beest laat zien. Omdat sordes vrouwelijk is, had de soortaanduiding pilosa moeten zijn; dit is tot nu toe niet geëmendeerd.

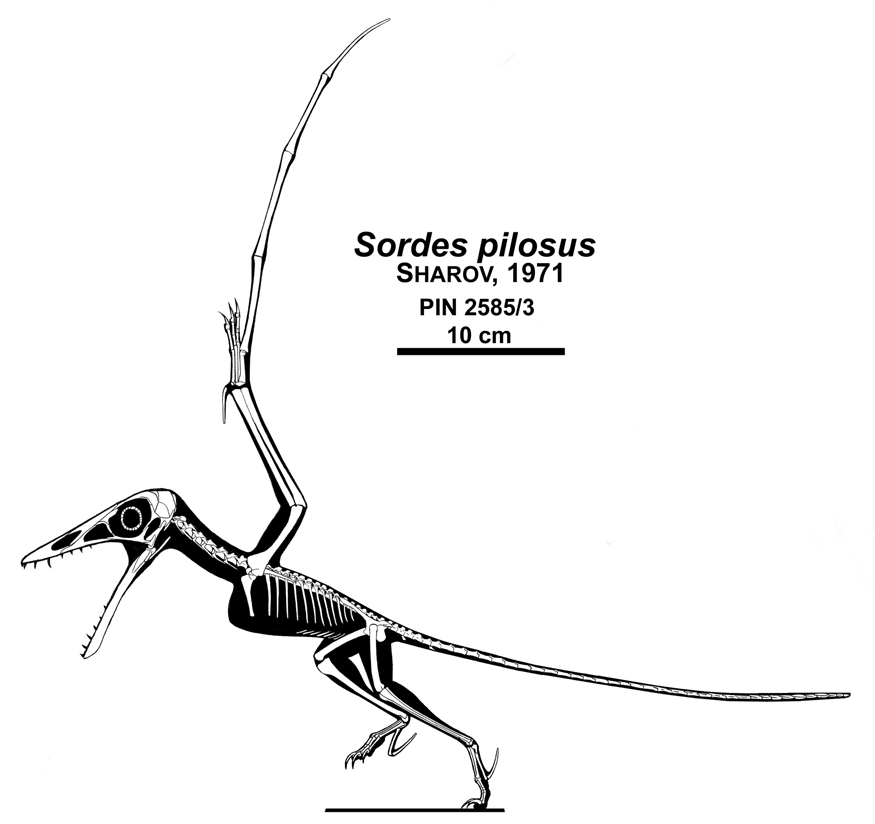
Een diagram door Jaime Headden

Het holotype PIN 2585/3 is eind jaren zestig gevonden in het Karatau-gebergte in een laag uit het Kimmeridgien en bestaat uit een tamelijk volledig maar platgedrukt, skelet op een enkele plaat. Sjarow wees meteen een paratype, toe, PIN 2470/1, een vrij volledig platgedrukt skelet dat de schedelvorm goed toont. Dit exemplaar is kleiner dan het holotype.
Daarna zijn nog zes andere fossielen gevonden, voor een totaal van acht in 2003. Een daarvan, MCSNB 8950, toont ook de positie van de membranen en vezels. Andere specimina zijn PIN 2585/25, PIN 2585/4a, PIN 104/73, PIN 2585/36 en PIN 2585/37. Deze exemplaren verschillen in volledigheid maar liggen meestal in anatomisch verband.

## Beschrijving

### Grootte
Sordes een vrij klein dier met een vleugelspanwijdte die in 1994 door Unwin op vijfenzestig centimeter geschat werd. Mark Paul Witton schatte in 2008 dat het gewicht bij een spanwijdte van zesenvijftig centimeter op honderdveertig gram lag.

### Skelet

#### Afgeleide kenmerken
Bepaalde eigenschappen zijn tamelijk afgeleid, dus verschillend van die van meer oorspronkelijke pterosauriërs: de schedel is langwerpig, met een vrij hoog achtereinde; de snuit loopt naar voren zeer spits toe; het neusgat is laag en langwerpig; de opgaande tak van het bovenkaaksbeen helt naar achteren; het bovenkaaksbeen heeft een breed raakvlak met het neusbeen; tussen de grote ronde oogkassen en de aparte neusgaten bevindt zich een driehoekige schedelopening, de fenestra antorbitalis, die kleiner is dan de oogkassen; de praemaxillae groeien achteraan tot tussen de voorhoofdsbeenderen; de onderrand van de schedel buigt achteraan naar onderen; er staan minder dan elf paar tanden in de snuit; de tanden zijn gelijkmatig in vorm en omvatten geen "slagtanden"; het dentarium maakt een groot deel uit van de onderkaak; de onderkaken zijn vooraan vergroeid in een symphysis mandibulae; deze symfyse beslaat een belangrijk deel van de onderkaakslengte; achteraan de onderkaak ontbreekt een coronoïde uitsteeksel; de eerste drie middenhandsbeenderen hebben eenzelfde lengte; de deltopectorale kam is tongvormig; en het vierde middenvoetsbeen is korter dan de andere.

#### Schedel

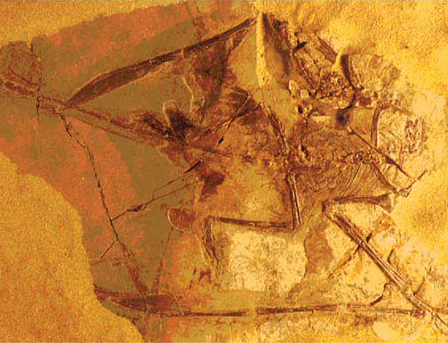
Het holotype

De schedel heeft een lengte van acht centimeter. Hoewel langwerpig is de schedel nog vrij kort in vergelijking met andere pterosauriërs, ongeveer 3,5 maal de hoogte. Er staan zeven vrij kleine, kegelvormige en iets naar achteren gekromde tanden in de bovenkaak, zes in de onderkaak, voor een totaal van zesentwintig; ze lopen door tot aan het uiteinde van de snuit. De tanden staan vrij verticaal en ver uiteen. De onderkaken zijn ondiep. 

#### Postcrania
Het opperarmbeen en de onderarm zijn lang in vergelijking met de korte middenhandsbeenderen. Het opperarmbeen heeft een deltopectorale kam die sterk tongvormig is, met een insnoering in het midden en een verbreed uiteinde. Ook de vleugelvinger is niet erg verlengd, met ieder vingerkootje korter dan de bovenarm. Het tweede kootje is relatief lang en is daarbij gebogen. Sjarow meende dat het vierde kootje nog een klauw droeg, het rudiment van een vijfde kootje, dat verder geen enkele pterosauriër nog toont. De prepubes zijn erg slank. De teenkootjes zouden als formule 2-3-4-5-3 hebben, dus met drie kootjes in de vijfde teen, opnieuw een uniek kenmerk voor de groep. Het tweede kootje van de vijfde teen toont een duidelijke knik van zo'n vijfenveertig graden.

### Weke delen

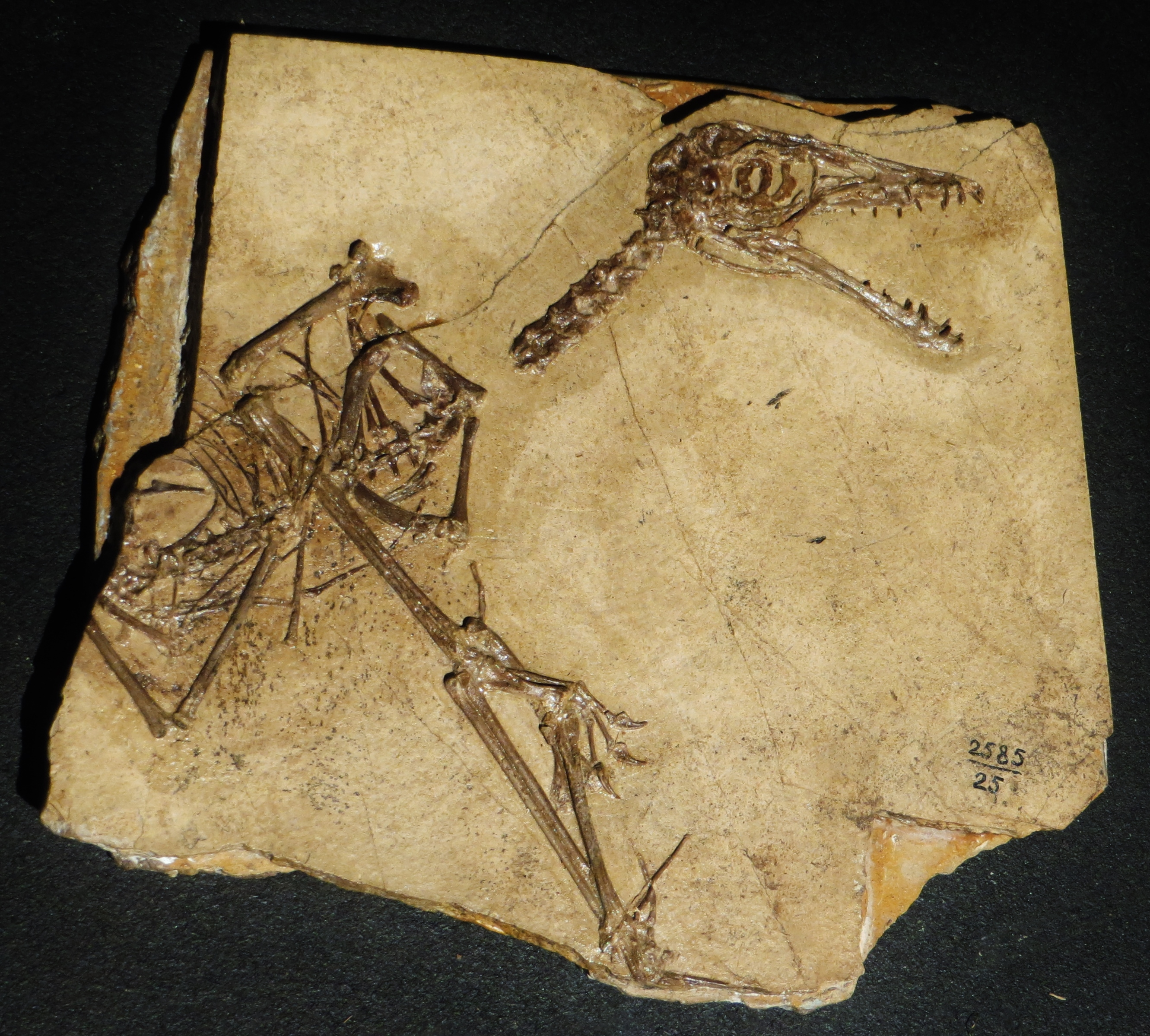
Specimen PIN 2585/25

Het fossiel bewaart een belangrijk deel van de weke delen, waaronder membranen en vezels. Die vezels zijn ten dele lang, tot zes millimeter als ze zich in de vlieghuid bevinden, maar dichter bij het lichaam zijn ze korter, twee millimeter, en meer gekruld. Volgens Sjarow waren die laatste deel van een vacht en vormden ze een aanwijzing dat de pterosauriërs warmbloedig waren. De staart was lang en van een vaantje aan het eind, dat als richtingsroer diende, is ook de huidflap zichtbaar, die lang is en laag. Ook tussen de tenen zijn vliezen zichtbaar.

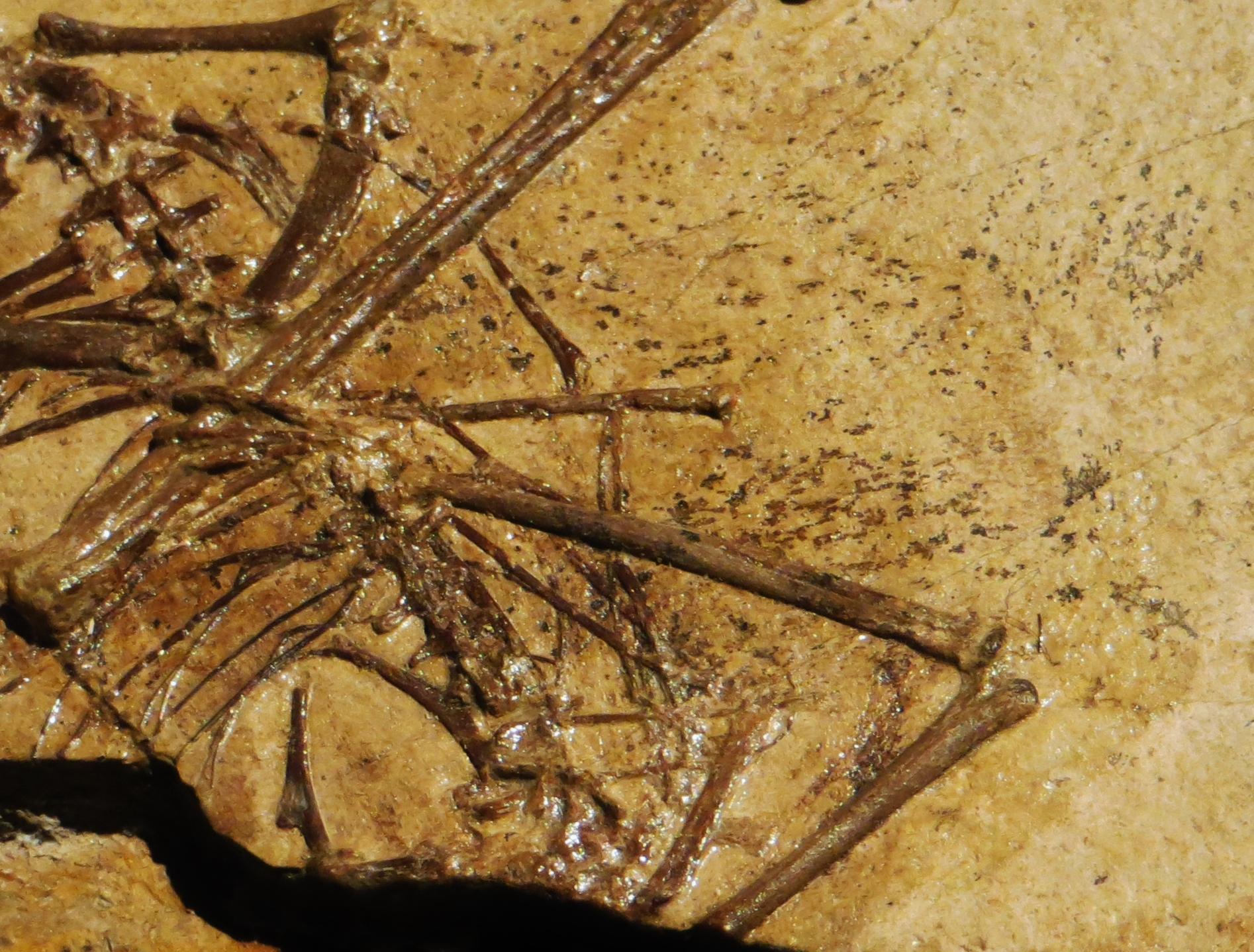
Detail van het membraan

De vezels zijn niet driedimensioneel bewaard. Ze hebben een diameter die lager ligt dan tien micrometer. Tussen arm en nek bevindt zich een driehoekig propatagium. Volgens Unwin werd dit 'gemanipuleerd' door het pteroïde beentje. Het cheiropatagium, het membraan tussen arm en romp, loopt volgens hem aantoonbaar tot aan de enkel. Omdat er een statistisch verband is tussen armlengte en beenlengte, zou dat de toestand zijn geweest bij alle pterosauriërs. Het membraan zou dus niet tot aan het middel lopen, zoals sommige andere onderzoekers, waaronder Kevin Padian, meenden. Er lijkt duidelijk een 'uropatagium' aanwezig te zijn, een membraan tussen de achterpoten, zij het dat dan de naam daarvan onzuiver is want het zou volgens Sjarow en Unwin niet aan de staart, oura, verbonden zijn maar direct tussen de vijfde tenen gespannen. De staart is namelijk vaak gebogen zonder het membraan mee te trekken en lijkt daar dus letterlijk los van te staan. Unwin zou later de term 'cruropatagium' introduceren. Unwin wees erop dat dit impliceerde dat de normale buitenzijde van de voet naar achteren en binnen geroteerd is. Dit verklaart dan de speciale gebogen en verlengde vorm van de vijfde teen.
In de jaren tachtig huwde de Russische paleontologe Natasja Bachoerina de Britse paleontoloog David Unwin en vertrok met haar man en een door haarzelf opgegraven exemplaar van Sordes naar het Westen. Bachoerina en Unwin gaven midden jaren negentig een heel eigen interpretatie van de vondst: niet alleen de lange en stijve vezels, waarvan Unwin de maximale lengte als een volle centimeter gaf, maar ook de korte zouden tot de vlieghuid behoren en van beharing zou dus geen sprake zijn. Unwin zou over de haren zijn mening meermalen veranderen: hij gaf eerst toe dat op verschillende van de andere exemplaren duidelijk te zien valt dat er lichaamsbeharing aanwezig is maar in 2019 stelde hij dat alle pterosauriërs naakt waren.

## Fylogenie
Sjarow plaatste Sordes in de Dimorphodontidae. Dat is niet de uitkomst van moderne analyses, behalve die van David Peters, welke illustrator echter door geen enkele moderne onderzoeker serieus genomen wordt.
De plaatsing van Sordes lijkt vrij basaal: volgens Alexander Kellner en Wang Xiaolin zelfs vlak boven de Anurognathidae, volgens David Unwin, wegens de bovengenoemde afgeleide eigenschappen, echter een stuk hoger in de Scaphognathinae binnen de Rhamphorhynchidae, volgens Lü Junchang boven Preondactylus. Volgens een analyse van Brian Andres uit 2014 is de positie zelfs tamelijk afgeleid als zustersoort van de Monofenestrata en meest basaal lid van de Pterodactylomorpha.
De positie in de evolutionaire stamboom volgens de analyse van 2014 toont het volgende kladogram.
|  | Pterorhynchus   |
|  |                 |
|  | Wukongopteridae |
|  |                 |

|                  | Anurognathidae                                                                 |
|                  |                                                                                |
| Pterodactyloidea | \| \| Archaeopterodactyloidea \| \| \| \| \| \| Eupterodactyloidea \| \| \| \| |
|                  | \| \| Archaeopterodactyloidea \| \| \| \| \| \| Eupterodactyloidea \| \| \| \| |
|                  | Archaeopterodactyloidea                                                        |
|                  |                                                                                |
|                  | Eupterodactyloidea                                                             |
|                  |                                                                                |

|  | Archaeopterodactyloidea |
|  |                         |
|  | Eupterodactyloidea      |
|  |                         |

|                  | Anurognathidae                                                                 |
|                  |                                                                                |
| Pterodactyloidea | \| \| Archaeopterodactyloidea \| \| \| \| \| \| Eupterodactyloidea \| \| \| \| |
|                  | \| \| Archaeopterodactyloidea \| \| \| \| \| \| Eupterodactyloidea \| \| \| \| |
|                  | Archaeopterodactyloidea                                                        |
|                  |                                                                                |
|                  | Eupterodactyloidea                                                             |
|                  |                                                                                |

|  | Archaeopterodactyloidea |
|  |                         |
|  | Eupterodactyloidea      |
|  |                         |

|  | Pterorhynchus   |
|  |                 |
|  | Wukongopteridae |
|  |                 |

|                  | Anurognathidae                                                                 |
|                  |                                                                                |
| Pterodactyloidea | \| \| Archaeopterodactyloidea \| \| \| \| \| \| Eupterodactyloidea \| \| \| \| |
|                  | \| \| Archaeopterodactyloidea \| \| \| \| \| \| Eupterodactyloidea \| \| \| \| |
|                  | Archaeopterodactyloidea                                                        |
|                  |                                                                                |
|                  | Eupterodactyloidea                                                             |
|                  |                                                                                |

|  | Archaeopterodactyloidea |
|  |                         |
|  | Eupterodactyloidea      |
|  |                         |

|                  | Anurognathidae                                                                 |
|                  |                                                                                |
| Pterodactyloidea | \| \| Archaeopterodactyloidea \| \| \| \| \| \| Eupterodactyloidea \| \| \| \| |
|                  | \| \| Archaeopterodactyloidea \| \| \| \| \| \| Eupterodactyloidea \| \| \| \| |
|                  | Archaeopterodactyloidea                                                        |
|                  |                                                                                |
|                  | Eupterodactyloidea                                                             |
|                  |                                                                                |

|  | Archaeopterodactyloidea |
|  |                         |
|  | Eupterodactyloidea      |
|  |                         |

|  | Pterorhynchus   |
|  |                 |
|  | Wukongopteridae |
|  |                 |

|                  | Anurognathidae                                                                 |
|                  |                                                                                |
| Pterodactyloidea | \| \| Archaeopterodactyloidea \| \| \| \| \| \| Eupterodactyloidea \| \| \| \| |
|                  | \| \| Archaeopterodactyloidea \| \| \| \| \| \| Eupterodactyloidea \| \| \| \| |
|                  | Archaeopterodactyloidea                                                        |
|                  |                                                                                |
|                  | Eupterodactyloidea                                                             |
|                  |                                                                                |

|  | Archaeopterodactyloidea |
|  |                         |
|  | Eupterodactyloidea      |
|  |                         |

|                  | Anurognathidae                                                                 |
|                  |                                                                                |
| Pterodactyloidea | \| \| Archaeopterodactyloidea \| \| \| \| \| \| Eupterodactyloidea \| \| \| \| |
|                  | \| \| Archaeopterodactyloidea \| \| \| \| \| \| Eupterodactyloidea \| \| \| \| |
|                  | Archaeopterodactyloidea                                                        |
|                  |                                                                                |
|                  | Eupterodactyloidea                                                             |
|                  |                                                                                |

|  | Archaeopterodactyloidea |
|  |                         |
|  | Eupterodactyloidea      |
|  |                         |

|  | Pterorhynchus   |
|  |                 |
|  | Wukongopteridae |
|  |                 |

|                  | Anurognathidae                                                                 |
|                  |                                                                                |
| Pterodactyloidea | \| \| Archaeopterodactyloidea \| \| \| \| \| \| Eupterodactyloidea \| \| \| \| |
|                  | \| \| Archaeopterodactyloidea \| \| \| \| \| \| Eupterodactyloidea \| \| \| \| |
|                  | Archaeopterodactyloidea                                                        |
|                  |                                                                                |
|                  | Eupterodactyloidea                                                             |
|                  |                                                                                |

|  | Archaeopterodactyloidea |
|  |                         |
|  | Eupterodactyloidea      |
|  |                         |

|                  | Anurognathidae                                                                 |
|                  |                                                                                |
| Pterodactyloidea | \| \| Archaeopterodactyloidea \| \| \| \| \| \| Eupterodactyloidea \| \| \| \| |
|                  | \| \| Archaeopterodactyloidea \| \| \| \| \| \| Eupterodactyloidea \| \| \| \| |
|                  | Archaeopterodactyloidea                                                        |
|                  |                                                                                |
|                  | Eupterodactyloidea                                                             |
|                  |                                                                                |

|  | Archaeopterodactyloidea |
|  |                         |
|  | Eupterodactyloidea      |
|  |                         |

## Levenswijze
Aan Sordes is een levenswijze als viseter toegeschreven, net als aan andere rhamphorhynchiden. Aangezien hij echter misschien helemaal niet tot deze groep behoorde, zijn afmetingen erg klein zijn en de relatief nog kleinere tanden niet sterk gespecialiseerd in het spietsen van een prooi, is ook verondersteld dat hij kleine ongewervelden at, waaronder misschien insecten, waarvan er vele aangetroffen zijn in de lagen waar het fossiel zijn oorsprong heeft — de goede conserveringsomstandigheden hiervoor vormden de reden waarom ze onderzocht werden.